# Riesenstorch
Der Riesenstorch oder Großstorch (Ephippiorhynchus asiaticus) ist eine der beiden Arten in der Gattung der Großstörche (Ephippiorhynchus). Es handelt sich um einen auffälligen, sehr großen und schwarz-weiß gefiederten Storch mit glänzend schwarzem Hals und Kopf und einem sehr langen Schnabel.
Die IUCN führt den Riesenstorch auf der Vorwarnstufe near threatened, da der Bestand in Asien seit Mitte der 1950er Jahre abgenommen hat. Die Population in Australien gilt dagegen als stabil. Der Bestand wird auf 10.000 bis 21.000 geschlechtsreife Individuen geschätzt.
Bis 1985 wurde die Art in die Gattung Xenorhynchus gestellt, weil ihm der Schnabelaufsatz fehlt, der für den Sattelstorch (Ephippiorhynchus senegalensis) charakteristisch ist.

## Merkmale
Der Riesenstorch erreicht eine Körperlänge von 110 bis 137 Zentimetern. Auf den Schnabel entfallen dabei 30 Zentimeter. Die Flügelspannweite beträgt 190 bis 218 Zentimeter.
Am Kopf, Hals und den Schwingfedern ist das Gefieder schwarz, der Rest ist weiß. Die Farbe des Schnabels ist schwarz, die der Beine hellrot.
Bis auf die gelbe Iris des Weibchens und die braune des Männchens sehen beide Geschlechter gleich aus. Die Jungvögel haben ein hellbraunes Gefieder und dunkle Beine. 

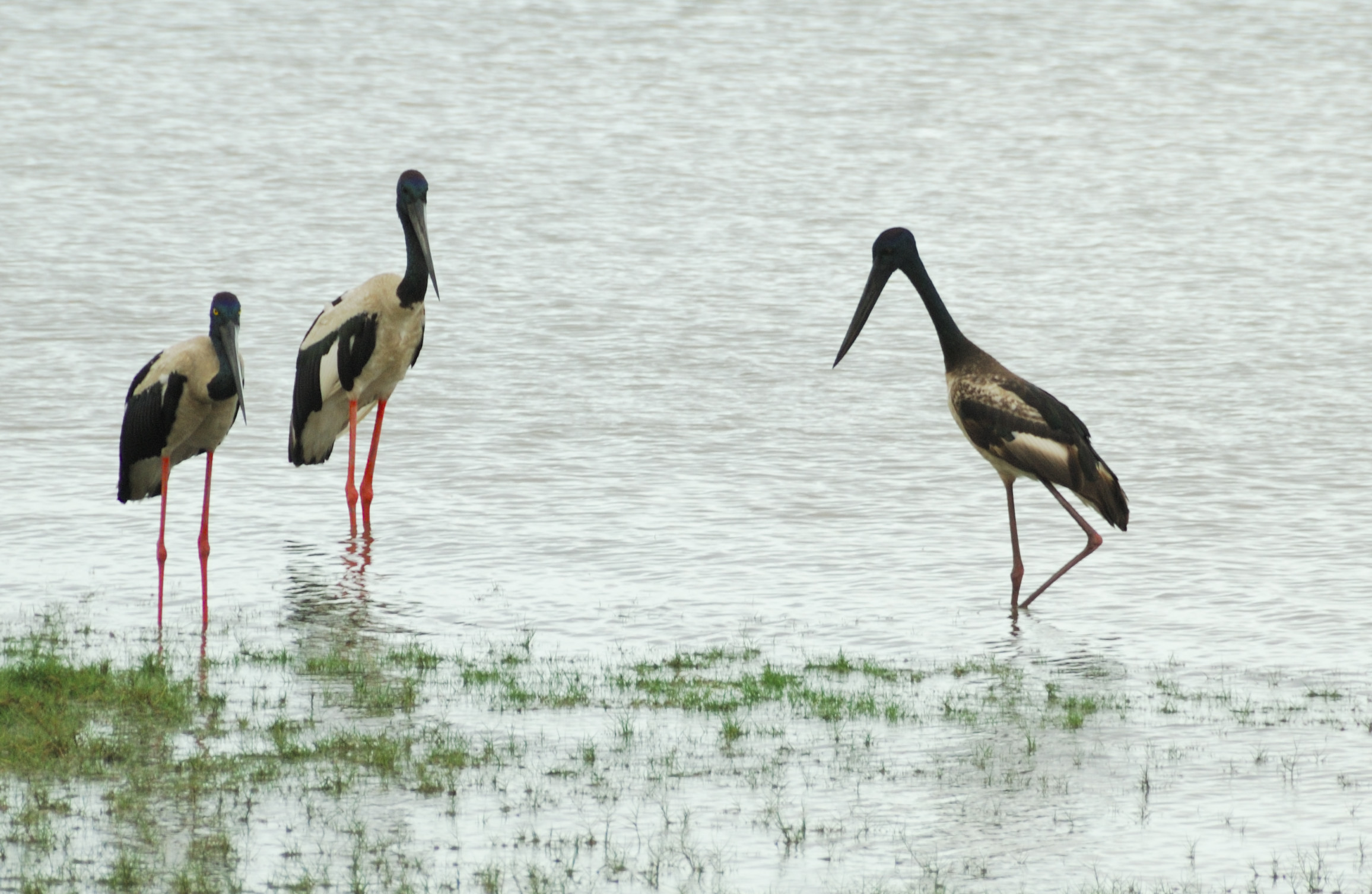
Ein Paar Riesenstörche mit einem noch nicht ausgefärbten Jungvogel (rechts)

Riesenstörche leben einzeln, in Paaren oder kleinen Familiengruppen und halten sich gewöhnlich in Gewässernähe auf. Sie gehen gewöhnlich sehr langsam mit maximal einem Schritt pro Sekunde. Die Schrittweite beträgt dabei 80 Zentimeter bis 1,2 Meter. Fliehende Beute wird auch in einem schnelleren Lauf verfolgt, dabei sind die Flügel ausgebreitet. Riesenstörche fliegen häufig aus dem Stand auf. Dabei stehen die Störche aufrecht mit leicht angehobenem Schnabel und angelegtem Gefieder, sie lehnen sich dann nach vorne und senken Hals und Kopf ab, öffnen die Flügel und springen ab. Aufgeschreckte Störche fliegen auch aus dem Lauf auf, dabei laufen sie flügelschlagend einige Schritte. Wie die meisten Störche fliegt der Riesenstorch mit ausgestrecktem Hals.

## Verbreitung, Lebensraum und Bestand

Verbreitungskarte des Riesenstorchs

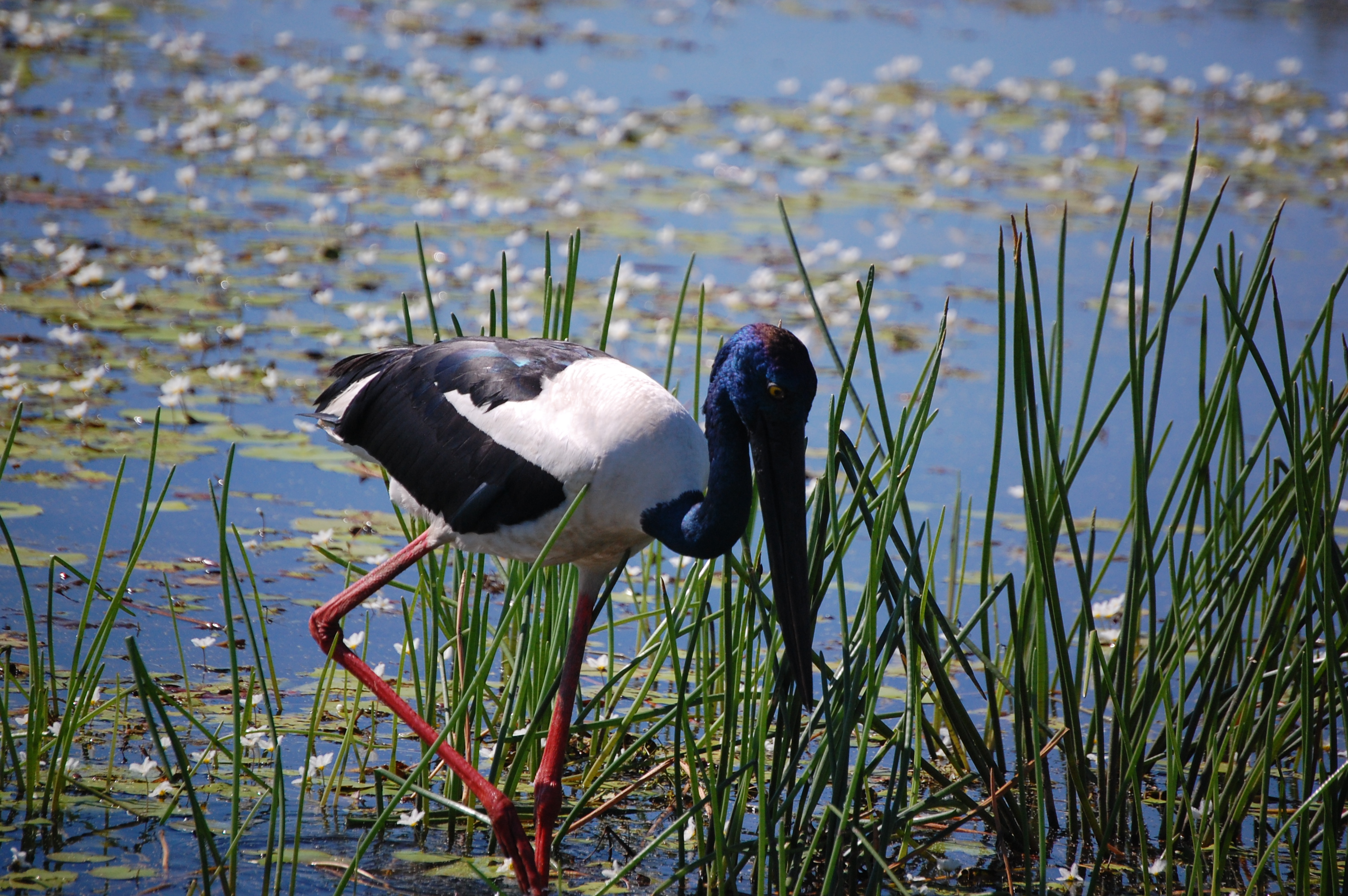
Riesenstorch in Jabiru

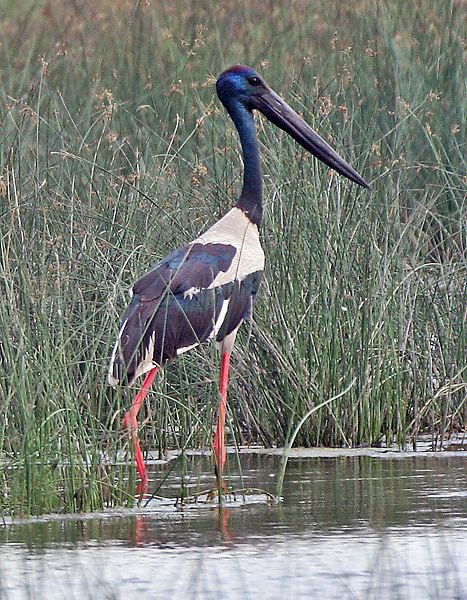
Männliches Exemplar im Distrikt Faridabad im indischen Bundesstaat Haryana

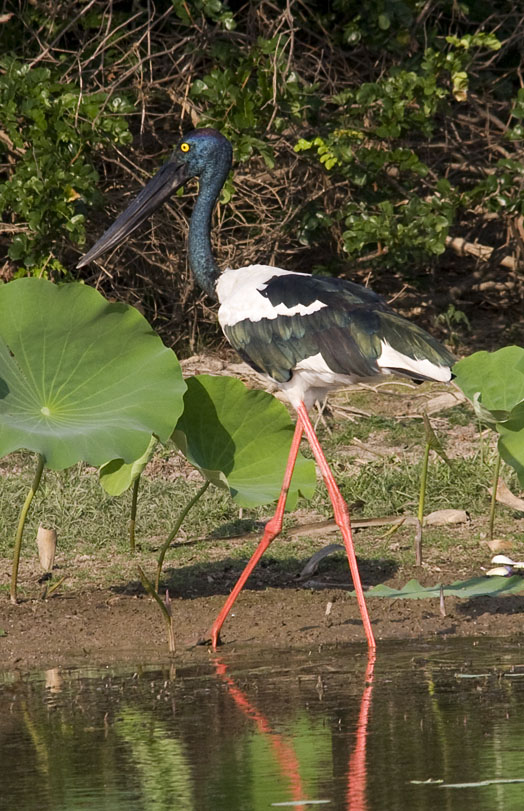
Riesenstorch in Queensland

Der Riesenstorch lebt als einziger Storch im Indo-Australischen Raum. Er ist dort von Südindien über Vietnam bis nach Australien verbreitet. 
In Pakistan war er früher häufig und brütete im Indusdelta noch bis in die 1970er Jahre, mittlerweile leben dort nur noch wenige Individuen, in Indien ist er weit verbreitet, aber grundsätzlich überall ein seltener Vogel, in Bangladesch kommt er nur noch als Irrgast vor und auf Sri Lanka leben weniger als fünfzig geschlechtsreife Individuen. In Thailand und Laos ist er mittlerweile fast ausgestorben. In Kambodscha war er früher relativ häufig, mittlerweile brüten dort nur noch wenige Vögel. Auf Papua-Neuguinea ist der Riesenstorch regional noch häufig. In Australien ist der Verbreitungsschwerpunkt der Norden. Dort kommen die meisten Riesenstörche vor, der Bestand in Südostasien wird dagegen auf weniger als 1.000 Individuen geschätzt.
Der Lebensraum des Riesenstorchs sind Feuchtgebiete in der tropischen und subtropischen Klimazone. Er bewohnt außerdem auch Flussmündungen sowie Grasland und locker waldbestandene Regionen. Er benötigt für seine Nahrungssuche Süß- und Salzwasser mit einer Gewässertiefe von bis zu 0,5 Meter. Er präferiert aber Habitate mit Süßwasser. Auch kleine künstliche Gewässer wie Wasserspeicher und Rieselfelder werden vom Riesenstorch genutzt. 
In Australien ist der Lebensraum auf Grund zunehmender Entwässerung zurückgegangen. Problematisch wirkt sich außerdem die eingeführte Mimosenart Mimosa pigra aus. Ebenfalls negativ wirkt sich die große Zahl verwilderter Wasserbüffel aus, die in den Marschregionen an Australiens Nordküste grundsätzlich ein gravierendes ökologisches Problem darstellen. Wasserbüffel verstärken durch ihre Trampelpfade und ihre Suhlen die Bodenerosion, veränderten durch ihr Fressverhalten die Zusammensetzung der lokalen Flora und erleichtern durch ihr Suhlen das Eindringen von Salzwasser in Süßwasserhabitate. Sie veränderten damit ihren Lebensraum so nachhaltig, dass hierdurch Flächen, die einen geeigneten Lebensraum für Riesenstörche darstellen, rückläufig sind.
In Australien sind Riesenstörche überwiegend Standvögel. Es sind überwiegend Jungvögel, die sehr weit von ihrem Geburtsort abwandern und in Regionen beobachtet werden, die gewöhnlich nicht zum Verbreitungsgebiet gehören.

## Fortpflanzung
Die Fortpflanzung des Riesenstorchs ist bislang nur unzureichend untersucht. Der Riesenstorch brütet einzeln entweder in Feuchtgebieten oder in ihrer Randzone. Die Fortpflanzungszeit ist nicht genau bekannt, im Northern Territory ist der Höhepunkt der Fortpflanzungszeit vermutlich April bis Juni. 
Riesenstörche legen ihre Nester in Bäumen an. Der Nistbaum steht gewöhnlich im Wasser, das Nest befindet sich meist sehr hoch oben in der Baumkrone. In Mangrovensümpfen befinden sich Nester gelegentlich auch nur in einer Höhe von vier Metern. Das Nest ist sehr groß und misst zwischen 1,2 und 2 Meter im Durchmesser. Es wird aus dünnen Ästen und Stöckchen errichtet und mit trockenem Gras und Schilf ausgelegt. Häufig ist das Nest vollständig flach. Vermutlich sind beide Elternvögel am Bau des Nests beteiligt.
Das Weibchen legt 3 – 5 Eier in Horste mit 2 Meter Durchmesser. Beide Elternteile teilen sich das Brüten und die Aufzucht der Jungen.

## Ernährung
Das Nahrungsspektrum des Riesenstorchs ist noch nicht abschließend untersucht. Die Nahrung besteht aus Fischen, Fröschen, großen Insekten aber auch kleinen Vögeln, Schlangen, Eidechsen und Nagetieren. Während der Nahrungssuche läuft der Riesenstorch gewöhnlich sehr langsam durch die Flachwasserzone und sucht mit dem Schnabel die Wasseroberfläche und Unterwasservegetation ab. Der Schnabel wird dabei leicht offen gehalten. Findet er unter der Wasseroberfläche Beutetiere, schließt sich der Schnabel sehr schnell. Der Kopf wird angehoben und die Beute mit einer Rückwärtsbewegung des Kopfes heruntergeschluckt.
Gelegentlich steht der Riesenstorch bewegungslos und wartet darauf, dass Beutetiere in seine Nähe geraten. Fängt er Schlangen, dann werden diese durch heftige Kopfbewegungen so lange geschüttelt und auf den Boden geschlagen, bis sie tot sind. Sie werden dann ganz heruntergeschluckt. Riesenstörche trinken, indem sie sich herabbeugen, mit offenem Schnabel Wasser aufnehmen, den Kopf in waagerechter Haltung anheben und dann das Wasser schlucken. Gelegentlich tragen sie auch Wasser zu ihrem Nest und benetzen damit Eier und Jungtiere.

## Bestand
In Australien gilt die Art als gefährdet. Gefahr geht von Wasserverschmutzung, Lebensraumzerstörung und Störung durch Menschen in Brutgebieten aus.

## Unterarten
Man unterscheidet zwei Unterarten:
- Ephippiorhynchus asiaticus asiaticus
- Ephippiorhynchus asiaticus australis

## Belege

### Einzelbelege
1. 1 2   Factsheet auf BirdLife International
2. ↑   Higgins, S. 1064
3. 1 2   Higgins, S. 1065
4. ↑   Higgins, S. 1067
5. 1 2   Higgins, S. 1066